# سرجیو فراسکولی
سرجیو فراسکولی (انگلیسی: Sergio Frascoli؛ زادهٔ ۱۴ مارس ۱۹۳۶) بازیکن فوتبال اهل ایتالیا است.
از باشگاه‌هایی که در آن بازی کرده‌است می‌توان به باشگاه فوتبال آ.اس. رم، باشگاه فوتبال ارورا پرو پاتریا ۱۹۱۹، باشگاه فوتبال ونتزیا، باشگاه فوتبال مونتسا، باشگاه فوتبال دلفینو پسکارا، و باشگاه فوتبال اسپال اشاره کرد.